# Roberto Visentini
Roberto Visentini (Gardone Riviera, 2 de juliol de 1957) és un ciclista italià, ja retirat, que fou professional entre 1978 i 1990.
En el seu palmarès destaca la victòria final al Giro d'Itàlia de 1986, edició en què s'imposà als seus compatriotes Giuseppe Saronni i Francesco Moser. En aquesta mateixa cursa aconseguí un total de cinc victòries d'etapa i la classificació dels joves el 1978, mentre que a la Volta a Espanya aconseguí dues victòries d'etapa. La Tirrena-Adriàtica de 1983 i dues edicions del Giro del Trentino també destaquen entre les seves victòries.

## Palmarès
- 1975
  -  Campió del món júnior en ruta
  - 1r al Gran Premi Palio del Recioto
- 1978
  -  1r de la Classificació dels joves al Giro d'Itàlia
- 1979
  -  Campió d'Itàlia de persecució
  - 1r al Circuit de Faenza
- 1980
  - Vencedor de 2 etapes a la Volta a Espanya
- 1981
  - 1r al Giro del Trentino
- 1982
  - 1r al Trofeu Baracchi (amb Daniel Gisiger)
- 1983
  - 1r a la Tirrena-Adriàtica
  - 1r a la Ruta d'Or i vencedor d'una etapa
  - Vencedor d'una etapa del Giro d'Itàlia
- 1984
  - 1r al Giro del Trentino
  - Vencedor d'una etapa del Giro d'Itàlia
  - Vencedor d'una etapa a la Tirrena-Adriàtica
- 1986
  -  1r al Giro d'Itàlia i vencedor d'una etapa
  - 1r a la Milà-Vignola
- 1987
  - Vencedor de 2 etapes del Giro d'Itàlia

### Resultats al Giro d'Itàlia
- 1978. 15è de la classificació general.  1r de la Classificació dels joves
- 1979. 10è de la classificació general
- 1980. 9è de la classificació general
- 1981. 6è de la classificació general
- 1983. 2n de la classificació general. Vencedor d'una etapa
- 1984. 18è de la classificació general. Vencedor d'una etapa
- 1985. Abandona
- 1986.  1r de la classificació general. Vencedor d'una etapa
- 1987. Abandona. Vencedor de 2 etapes
- 1988. 13è de la classificació general
- 1990. 26è de la classificació general

### Resultats al Tour de França
- 1984. Abandona (14a etapa)
- 1985. 49è de la classificació general
- 1988. 22è de la classificació general

### Resultats a la Volta a Espanya
- 1980. 15è de la classificació general. Vencedor de 2 etapes